# Autumn Dial
Autumn Dial (ur. 15 maja 1990 w Atlancie, w stanie Georgia) – amerykańska aktorka. 
Uczyła się w Gordon College, film i dziennikarstwo studiowała na Georgia State University. Na swoim koncie ma kilkanaście drugoplanowych ról. Występowała u boku takich mistrzów, jak: Sir Anthony Hopkins, Robert De Niro, Morgan Freeman i Samuel L. Jackson. W 2013 otrzymała nagrodę Actors Achievement Award przyznaną jej przez The Company Acting Studio.

## Filmografia

### Aktor
- 2011: Level Up
- 2012: My Super Psycho Sweet 16: Part 3 (Moje superkrwawe urodziny 3)
- 2012: Arthur Newman (Drugie życie króla)
- 2012: American Reunion (American Pie: Zjazd absolwentów)
- 2013: Last Vegas
- 2014: Million Dollar Arm (Ramię za milion dolarów)
- 2014: Premature (Pierwszy raz jeszcze raz)
- 2015: Solace (Ukojenie)
- 2015: Barely Lethal (Zabójcza)
- 2016: The Divergent Series: Allegiant (Seria „Niezgodna”: Wierna)
- 2016: The Jury
- 2016: On My Way
- 2017: Fist Fight (Ustawka)
- 2017: No Postage Necessary
- 2017: Logan Lucky